# 原田浩気
原田浩気（はらだ こうき）は日本の財務官僚。

## 来歴
東大寺学園高等学校から東京大学文科一類に入学。東京大学法学部卒業。 2001年 財務省に入省（理財局財政投融資総括課）。2006年6月 LBSへ留学。2011年 内閣官房内閣官房副長官補室内閣参事官補佐。内政を総括。2014年7月 主計局法規課長補佐。2015年7月 主計局主計官補佐（厚生労働第六、七係主査）。2016年6月28日 国際局為替市場課長補佐（総括）。2018年7月27日 大臣官房総合政策課長補佐兼大臣官房総合政策課企画室長兼財務総合政策研究所総務研究部財政経済計量分析調整官。2022年7月19日 主税局総務課主税企画官兼主税局参事官付。

## 略歴
- 2001年4月：財務省に入省（理財局財政投融資総括課）。
- 2003年：福岡国税局調査査察部。
- 2005年7月：厚生労働省職業安定局雇用政策課。
- 2006年6月：留学（LBS）。
- 2007年7月：国際通貨基金（IMF）理事補。
- 2009年7月：主税局参事官補佐。
- 2011年：内閣官房内閣官房副長官補室内閣参事官補佐。
- 2013年6月：主計局給与共済課長補佐。
- 2014年7月：主計局法規課長補佐。
- 2015年7月：主計局主計官補佐（厚生労働第六、七係主査）。
- 2016年6月28日：国際局為替市場課長補佐（総括）[3]。
- 2018年7月27日：大臣官房総合政策課長補佐 兼 大臣官房総合政策課企画室長 兼 財務総合政策研究所総務研究部財政経済計量分析調整官。
- 2019年7月5日：国際通貨基金（IMF）。
- 2022年7月19日：主税局総務課主税企画官 兼 主税局参事官付。